# Schrenkia ugamica
Schrenkia ugamica är en flockblommig växtart som beskrevs av Jevgenij Korovin. Schrenkia ugamica ingår i släktet Schrenkia och familjen flockblommiga växter. Inga underarter finns listade i Catalogue of Life.